# Lansstjärtad manakin
Lansstjärtad manakin (Chiroxiphia lanceolata) är en fågel i familjen manakiner inom ordningen tättingar.

## Utbredning och systematik
Fågeln förekommer från sydvästra Costa Rica till norra Colombia, norra Venezuela och Isla Margarita. Den behandlas som monotypisk, det vill säga att den inte delas in i några underarter.

## Status
IUCN kategoriserar arten som livskraftig.